# Tiffeny Milbrett
Tiffeny Carleen Milbrett (* 23. Oktober 1972 in Portland, Oregon) ist eine ehemalige US-amerikanische Fußballspielerin. Die Stürmerin spielte von 1991 bis 2006 für die amerikanische Nationalmannschaft und wurde Weltmeisterin und Olympiasiegerin.

## Werdegang
Zwischen 1987 und 1990 ging Milbrett auf die Hillsboro High School in Hillsboro. In einer Saison erzielte sie alleine 54 Tore und hält bis heute den Staatsrekord von Oregon für die meisten Tore in einer High-School-Saison. Zu ihrer High-School-Zeit war sie ebenfalls eine talentierte Basketballspielerin und Leichtathletin.
1990 wechselte sie an die University of Portland und stellte in ihrer Collegezeit mehrere Rekorde auf. So ist sie bis heute die erfolgreichste Torschützin (103) und Vorlagengeberin (40) ihrer Universität. Außerdem ist sie die zweiterfolgreichste Torjägerin der gesamten Collegeliga. Das Magazin „Soccer America“ wählte sie in die „Collegemannschaft der Neunziger Jahre“. Nach ihrer Collegezeit spielte sie für zwei Jahre für den japanischen Verein Shiroki Serena.
Am 4. August 1991 debütierte Milbrett bei einem Spiel gegen China in der Nationalmannschaft. Für die WM 1991 wurde sie aber nicht berücksichtigt und kam erst im August 1992 zu ihrem zweiten Länderspiel. Ihr erstes Länderspieltor erzielte zwei Tage später gegen Norwegen in ihrem dritten Länderspiel. Für die WM 1995, bei der die USA den dritten Platz belegten, wurde sie berücksichtigt und in allen sechs Spielen eingesetzt, in denen sie drei Tore erzielte. 1996 gewann sie die olympische Goldmedaille. Im Finale gegen China gelang ihr der entscheidende Siegtreffer. Ein Jahr später stellte sie mit fünf Torvorlagen im Spiel gegen Australien einen Rekord der Nationalmannschaft auf. Im Februar 1999 spielte sie aus Anlass der Auslosung der Gruppen der WM 1999 mit der Nationalmannschaft gegen eine FIFA-Weltauswahl. Das Spiel wird aber nicht als offizielles Länderspiel gezählt.
Bei der WM im eigenen Land gewann Milbrett die Weltmeisterschaft und war mit drei Toren beste Torschützin der US-Mannschaft. Bei den Olympischen Spielen 2000 gewann sie die Silbermedaille. Im Finale gegen Norwegen brachte sie ihre Mannschaft in der 5. Minute mit 1:0 in Führung und erzielte in der 2. Minute der Nachspielzeit den Ausgleich zum 2:2. In der dadurch notwendigen Verlängerung musste ihre Mannschaft aber den Gegentreffer zum 2:3-Endstand hinnehmen.
2001 startete die US-amerikanische Profiliga WUSA und Tiffeny Milbrett unterzeichnete einen Vertrag bei New York Power. In der ersten Saison wurde sie zur Spielerin der Saison gewählt. Außerdem erzielte sie den ersten Hattrick der Liga. 
Bei der WM 2003 erzielte sie ein Tor, das letzte im mit 3:1 gewonnenen Spiel um Platz 3 gegen Kanada.
Am 22. Oktober 2003 bestritt sie gegen Italien ihr 200. Länderspiel. Nach einem weiteren Spiel wurde sie nach einem Streit mit der damaligen Nationaltrainerin April Heinrichs nicht mehr für die Nationalmannschaft berücksichtigt. Nachdem Greg Ryan 2005 die Nationalmannschaft übernommen hatte, kehrte Milbrett zurück und erzielte am 10. Juli gegen die Ukraine ihr 100. Länderspieltor. Dieses war auch ihr letztes Länderspieltor. Ihr letztes von 206 Länderspielen bestritt sie am 23. Oktober 2005 gegen Mexiko. Zusammen mit ihr beendete Shannon MacMillan nach 177 Länderspielen ihre Nationalmannschaftskarriere. Dabei wurde die Zahl ihrer Länderspiele erst im August 2016 auf 206 Spiele gestellt, nachdem der US-Verband bei der Überprüfung seiner Statistik auf zwei im Januar 1995 durchgeführte Länderspiele gestoßen war, die bis dahin nicht berücksichtigt wurden. In einigen noch nicht aktualisierten Statistiken wird sie daher noch mit 204 Länderspielen geführt.
Im Sommer 2005 spielte sie für zwei Monate für den schwedischen Erstligisten Sunnanå SK, bevor sie sich dem W-League-Verein Vancouver Whitecaps Women anschloss. 2007 kehrte sie nach Schweden zurück und spielte für Linköpings FC.

## Erfolge
- Weltmeister 1999
- Olympiasieger 1996
- Olympische Silbermedaille 2000